# Monte Bismarck
Monte Bismarck è una montagna dello  Zimbabwe, nel centro dell'Africa.

## Storia e geografia
Situata nei pressi del Moltke, fu esplorata nel 1872 dell'esploratore tedesco Karl Mauch, che la intitolà al cancelliere Otto von Bismarck. La montagna è fatta di granito.